# هجوم خان الشيح (أكتوبر–نوفمبر 2016)
هجوم خان الشيح كان هجوما للجيش السوري في محافظة ريف دمشق والذي أطلق في أوائل أكتوبر 2016، كجزء من الحرب الأهلية السورية. وكان هدفه السيطرة على الجزء الذي يسيطر عليه المتمردون من الغوطة الغربية. وكان معقل المتمردين الرئيسي في المنطقة بلدة خان الشيح.

## الهجوم
بدأ الهجوم في 1 أكتوبر 2016، حيث سيطر الجيش على 10 كيلومترات من الأراضي الزراعية المحيطة ببلدة دير خبية، شرق خان الشيح، في غضون 24 ساعة. وقد تم تأمين جميع الأراضي الزراعية في دير خبية بحلول 3 أكتوبر. وبعد عشرة أيام، استولى الجيش على قاعدة دفاع جوي إلى الغرب من دير خبية، ويحيط بالبلدة جزئيا على الجانب الغربي والجنوبي. وفي اليوم التالي، استولى الجيش على دير خبية، وبعد ذلك حولوا تركيزهم إلى خان الشيح.
في الفترة من 7 إلى 9 أكتوبر، استولت القوات الحكومية على مصنع ميلانو للصلب بالقرب من المقيليبة، وكذلك منطقة الوادي على بعد كيلومتر واحد غرب البلدة، وتتقدم أيضا في الضاحية الشمالية الغربية لخان الشيح.
في 18 أكتوبر، تم التوصل إلى اتفاق محتمل بشأن استسلام المتمردين في بلدة زاكية.
بحلول 21 أكتوبر، وبعد التقدم في مزارع البويضة على المشارف الجنوبية الغربية لخان الشيح، اقتحمت القوات الحكومية خطوط المتمردين، مما أمن المحور الجنوبي الغربي للبلدة. وبعد ذلك بيومين، تم الاستيلاء أيضا على مزارع شمال غرب خان الشيح، وهو ما يحيط بالبلدة جزئيا. وفي 24 أكتوبر، تم صد هجوم مضاد للمتمردين على خان الشيح.
في 28 أكتوبر، تم تطويق خان الشيح بالكامل بعد أن استولى الجيش على قاعدة قريبة للدفاع الجوي مما أدى بالتالي إلى قطع طريق إمداد المتمردين بين خان الشيح وزاكية. وفي الفترة من 2 إلى 3 نوفمبر، تقدمت القوات الحكومية مرة أخرى في منطقة مزارع البويضة، واستولت في نهاية المطاف على قرية البويضة في 4 نوفمبر. وفي 3 نوفمبر، قتل 33 من المتمردين في القتال.
في 5 نوفمبر، بدأ المتمردون في خان الشيخ التفاوض على تسليم أنفسهم ونقلهم من المنطقة. وفي الوقت نفسه، خلال الـ24 ساعة القادمة، أسقط الجيش حوالي 35 برميل من البراميل المتفجرة على البلدة. وفي 6 نوفمبر، انهارت المفاوضات، واستمر الجيش في عملياته، مع السيطرة على مساكن الدفاع الجوي. وبعد ذلك بيومين، تم صد هجوم مضاد للمتمردين على مزارع البويضة. ثم شرع الجيش في السيطرة على طريق الدروشة، وتشديد الحصار على خان الشيح، مما أسفر عن جولة جديدة من مفاوضات الاستسلام.
اعتبارا من 9 نوفمبر، تم إلقاء 48 برميل من البراميل المتفجرة على خان الشيح و23 قذيفة أرض-أرض أطلقت على البلدة. وفي 10 نوفمبر، تمكن المتمردون من تحقيق بعض التقدم في المنطقة الواقعة بين البويضة ودير خبية. وفي الفترة بين 11 و13 نوفمبر، أسقطت 73 برميلا متفجرا على خان الشيح. وخلال هذه الفترة، قام الجيش بالسيطرة على منطقة زهير في الضاحية الشرقية لخان الشيح، وتمكن من محاصرة البلدة بشكل كامل. كما قاموا بالسيطرة على أكبر مصنع لأسلحة المتمردين في الغوطة الغربية ومزرعة للحيوانات وخربة خان الشيح بالقرب من مساكن الدفاع الجوي.
صد هجوم مضاد جديد للمتمردين على خان الشيح في 16 نوفمبر. وفي اليوم التالي، سيطر الجيش على مزارع بالقرب من بلدة الميدعاني وكذلك على مزارع سكيك في خان الشيح، حسبما أفيد به.
في 19 نوفمبر، حقق الجيش تقدما جديدا مع الاستيلاء على حي القصور في شرق خان الشيح، في حين أنها تقدمت أيضا مرة أخرى في غرب البلدة. وفي المساء تم التوصل إلى اتفاق بالنسبة للمتمردين لتسليم البلدة. وبموجب شروط الاتفاق، انسحب الجيش من حي القصور الذي كان قد استولى عليه قبل بضع ساعات، وبدأ سريان وقف إطلاق النار لمدة 48 ساعة. وإذا كان وقف إطلاق النار سيصمد، فإنه سيتم إجلاء المتمردين إلى الأراضي التي يسيطر عليها المتمردون في محافظة إدلب. وسيتم نقل 1,000 متمرد إلى إدلب، في حين ستتم تسوية حالات من تبقى منهم على يد السلطات السورية.
في 27 نوفمبر، سلم المتمردون أسلحتهم الثقيلة و1،450 مقاتلا، و1،400 من أفراد أسرهم غادروا إلى إدلب في اليوم التالي. وفي 29 نوفمبر، سلم متشددون من زاكية أيضا السيطرة على البلدة إلى الحكومة السورية وانسحبوا نحو إدلب، في حين وافق المتمردون في ثلاث قرى مجاورة أخرى على الانسحاب من الغوطة الغربية. وقد تم إخلاء الدفعة الأخيرة من المتمردين من خان الشيح وجميع القرى المجاورة بين 30 نوفمبر و1 ديسمبر، مما ترك المنطقة تحت سيطرة الحكومة بحزم.